# Té de jazmín
Té de jazmín (en chino, 茉莉花茶; pinyin, mòlìhuā chá) es un té con agregado de flores de jazmín. Se originó durante los tiempos de la Dinastía Song (960–1279). Normalmente el té de jazmín está basado en té verde o té blanco. El resultado el sabor resulta sutilmente dulce. Es el té perfumado más famoso en China.
El té con jazmín ha sido una especialidad en China desde la Dinastía Sung 800 años atrás. Se cree que la planta de jazmín fue traída a China durante el periodo de Desunión (220-589).
La planta de jazmín crece a gran altura en las montañas. El jazmín producido en la provincia de Fujian, China comparte una gran reputación. El té de jazmín también se produce en las provincias de Hunan, Jiangsu, Jiangxi, Guangdong, Guangxi, y Zhejiang.

## Preparación
Las hojas de té son cosechadas en primavera y almacenadas hasta el verano, momento en el que las flores de jazmín están floreciendo.  Las flores de jazmín son recolectadas el día en el que sus pétalos más pequeños están bien cerrados. Se mantiene las flores en refrigeración hasta llegada la noche.  Durante las primeras horas de la mañana cuando las flores comienzan a abrirse, el té es mezclado con las flores y almacenado el resto de la noche. Durante el florecimiento nocturno el jazmín emite su fragancia al té. En cuatro horas el té absorbe la fragancia de los capullos de jazmín abiertos; este procedimiento se repite seis o siete veces más. El té absorbe la humedad de las flores frescas de jazmín por lo que debe ser secado nuevamente para prevenir el deterioro.

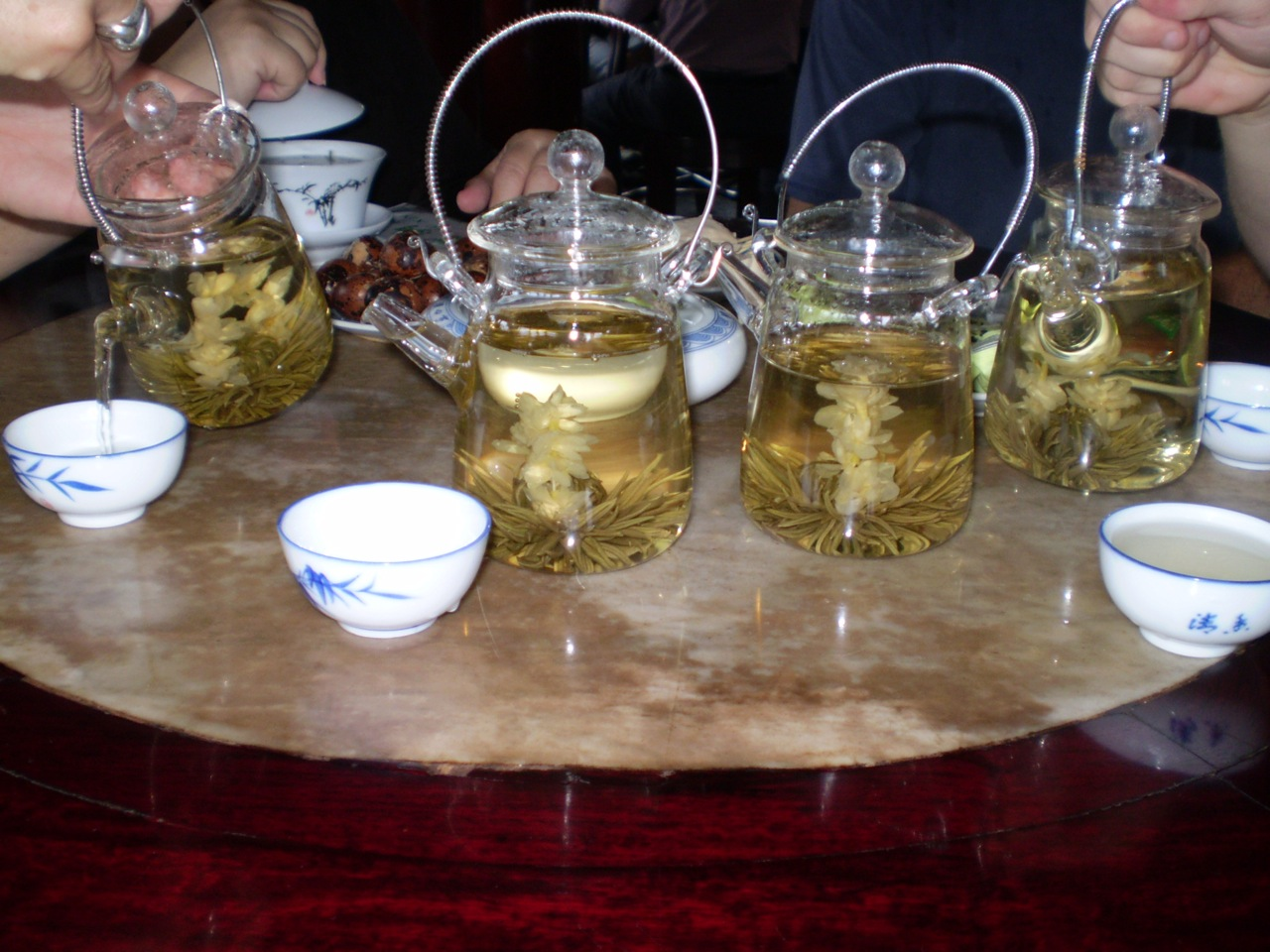
Té de flor de jazmín.

Especies de jazmín utilizadas comúnmente para este té:
- Jasminum officinale - Jazmín común.
- Jasminum sambac - La Sampaguita

## Usos culturales
En el norte de China es de buenos modales servir té de jazmín como gesto de bienvenida a los invitados.